# Elm Grove (Wisconsin)
Elm Grove – wieś w Stanach Zjednoczonych, w stanie Wisconsin, w hrabstwie Waukesha.